# Neverice
Neverice (Hongaars: Néver) is een Slowaakse gemeente in de regio Nitra, en maakt deel uit van het district Zlaté Moravce.
Neverice telt 664 inwoners.